# Arne Slot
Arend Martijn "Arne" Slot (Hardenberg, 17 de setembro de 1978, é um treinador de futebol profissional e ex-jogador neerlandês, atualmente técnico do clube da Premier League, Liverpool. Ele é considerado um dos melhores treinadores do mundo.
Slot atuava como meio-campista pelo FC Zwolle, onde conquistou a Eerste Divisie em 2002, além de ter jogado pelo NAC Breda e pelo Sparta Rotterdam, antes de encerrar sua carreira como jogador no PEC Zwolle, onde conquistou outro título da Eerste Divisie em 2012.
Ele iniciou sua carreira como treinador na base do PEC Zwolle e como assistente no Cambuur, antes de assumir como co-treinador deste último. Em 2017, tornou-se assistente no AZ, sendo promovido a técnico principal em 2019. Slot assumiu o comando do Feyenoord em 2021. Conduziu o clube à final da Final da Conference League de 2021–22 em sua primeira temporada, e conquistou a Eredivisie e a Copa dos Países Baixos nas temporadas seguintes. Em 2024, foi contratado pelo Liverpool, levando o time ao título da Premier League logo em sua primeira temporada no clube.

## Vida pessoal e carreira como jogador
Arend Martijn Slot nasceu em 17 de setembro de 1978 em Bergentheim, onde foi criado. Slot começou sua carreira no futebol no time amador VV Bergentheim. Em seguida, transferiu-se para o FC Zwolle, onde ingressou na equipe principal aos 17 anos, em 1995. Slot iniciou sua carreira profissional enfrentando lesões e com pouco tempo de jogo sob o comando de Jan Everse, mas acabou se firmando como um meio-campista ofensivo goleador no Zwolle. Em 2002, o FC Zwolle venceu a Eerste Divisie e retornou à Eredivisie após 13 anos. No mesmo ano, Slot transferiu-se para o NAC Breda.
Sob o comando de Henk ten Cate, o NAC Breda terminou a temporada em quarto lugar na Eredivisie, a melhor colocação do clube desde 1956. Slot disputou suas únicas partidas em competições europeias na primeira fase da Copa da UEFA de 2003, quando o NAC Breda perdeu por 5–0 e 0–1 para o Newcastle United. Em 2007, ele se transferiu para o Sparta Rotterdam, antes de retornar ao FC Zwolle na Eerste Divisie por empréstimo em 2009. Em 2010, assinou contrato em definitivo com o clube. O FC Zwolle venceu novamente a Eerste Divisie em 2012, voltando à Eredivisie, onde Slot jogou sua última temporada antes de se aposentar. Segundo seu companheiro de equipe Edwin de Graaf, ele "não era muito rápido". Já Jan Everse acredita que, apesar da falta de atributos físicos, Slot tirou o máximo de sua carreira como jogador graças à sua visão de jogo e qualidade nos passes.

## Carreira como treinador

### Início da carreira
Segundo o companheiro de equipe Bram van Polen, Slot já se comportava como treinador em seus últimos anos como jogador no PEC Zwolle. Após se aposentar como jogador em 2013, no próprio PEC Zwolle, Slot passou a integrar a comissão técnica do clube, atuando como treinador das categorias de base durante um ano, antes de ser nomeado assistente técnico de Henk de Jong no Cambuur. Quando De Jong deixou o clube em 2016, Slot permaneceu como auxiliar sob o comando de Marcel Keizer e Rob Maas. O clube foi rebaixado para a Eerste Divisie após terminar na última colocação da Eredivisie em 2016. Em 15 de outubro de 2016, Slot assumiu o cargo de treinador interino ao lado de Sipke Hulshoff, após a demissão de Maas.
Em 5 de janeiro de 2017, o Cambuur anunciou que Slot e Hulshoff permaneceriam como treinadores principais até o fim da temporada, destacando os “excelentes resultados” e a “forma agradável de trabalhar” da dupla.
Slot e Hulshoff ajudaram o Cambuur a sair da 14ª para a 3ª colocação na liga, embora o time não tenha conseguido o acesso à Eredivisie após perder para o MVV nos play-offs. Na Copa dos Países Baixos, o Cambuur chegou às semifinais pela primeira vez em sua história, depois de eliminar o Ajax, maior vencedor da competição. O clube perdeu a vaga na final nos pênaltis para o AZ.

### AZ
Em 2017, Slot deixou o Cambuur e foi para o AZ, onde atuou como assistente de John van den Brom. O diretor técnico do AZ, Max Huiberts, descreveu Slot como “experiente, estudioso, inovador e ambicioso”. O AZ terminou em terceiro e quarto lugar na Eredivisie em 2018 e 2019, respectivamente, e perdeu a final da Copa da Holanda de 2018 para o Feyenoord. Em 10 de dezembro de 2018, foi anunciado que Slot substituiria Van den Brom como treinador principal na temporada de 2019–20.
Slot tornou-se o primeiro treinador a conquistar 19 pontos em seus primeiros oito jogos na Eredivisie pelo AZ. Em sua primeira temporada no comando, levou o time até a fase de 16 avos de final da Liga Europa. Na mesma temporada, a Eredivisie foi cancelada devido à pandemia de COVID-19. O AZ terminou em segundo lugar, atrás do Ajax, apenas no saldo de gols, embora nenhum título tenha sido atribuído.
Na temporada seguinte, o AZ foi eliminado pelo Dínamo de Kiev na terceira fase preliminar da Liga dos Campeões. Na fase de grupos da Liga Europa, o AZ venceu o Napoli por 1–0, resultado que Slot descreveu como “uma vitória histórica pelos padrões do AZ”. Em 5 de dezembro de 2020, Slot foi demitido do comando técnico do AZ por não estar mais focado na equipe, uma vez que já estava negociando com o Feyenoord. Naquele momento, o AZ ocupava a sétima colocação na Eredivisie. Durante sua passagem pelo AZ, Slot teve uma média de 2,11 pontos por jogo na Eredivisie — a mais alta da história do clube até então.

### Feyenoord

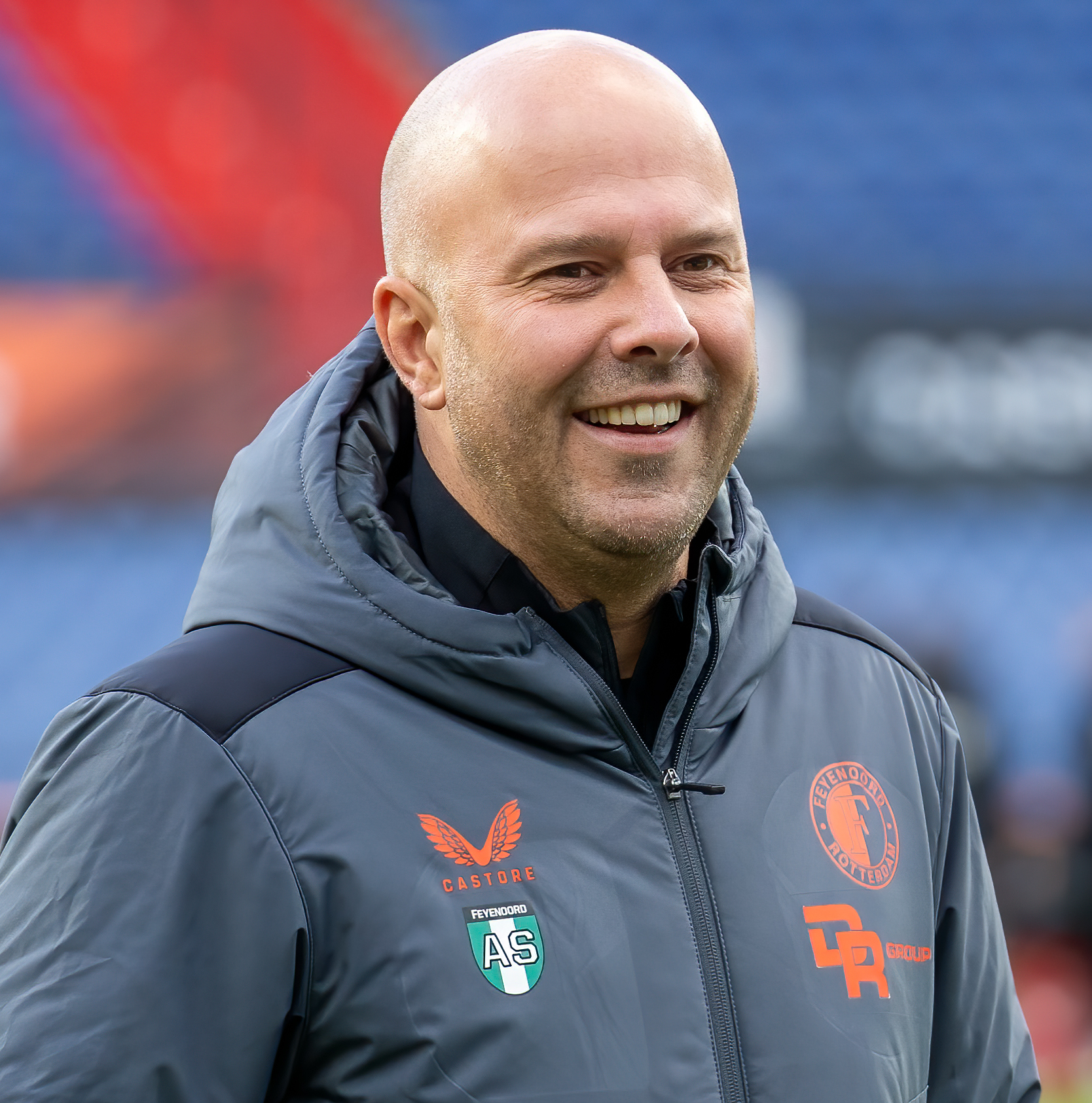
Slot treinando o Feyenoord em 2023

Em 15 de dezembro de 2020, o Feyenoord anunciou que havia chegado a um acordo com Arne Slot para que ele se tornasse o novo treinador do clube a partir do início da temporada de 2021–22. O contrato previa dois anos de duração, com opção de renovação por mais um ano. Slot sucederia o experiente Dick Advocaat, que havia levado o time ao quinto lugar na Eredivisie e à qualificação para as eliminatórias daConference League. Slot foi contratado com o objetivo de construir uma nova equipe com um estilo de jogo reconhecível. Marino Pušić e Robin van Persie foram adicionados à comissão técnica.
Durante sua primeira temporada, o Feyenoord chegou às oitavas de final de uma competição europeia pela primeira vez em vinte anos, terminando à frente de Slavia Praga, Union Berlin e Maccabi Haifa na fase de grupos da Europa Conference. Em 25 de fevereiro de 2022, o Feyenoord exerceu a opção contratual para estender o vínculo de Slot até 2024. Na fase eliminatória da Conference League, o clube eliminou Partizan, Slavia Praga e Olympique de Marseille, alcançando a final inaugural do torneio. O Feyenoord perdeu a final por 1 a 0 para a Roma, em Tirana, e terminou em terceiro lugar na Eredivisie. Slot recebeu o Prêmio Rinus Michels de Treinador do Ano da Eredivisie.
Antes da temporada de 2022–23, em 24 de julho de 2022, Slot renovou seu contrato com o Feyenoord por mais um ano, até 2025. O clube venceu um grupo da Liga Europa composto por Midtjylland, Lazio e Sturm Graz, avançando às oitavas de final de uma competição continental de segundo escalão pela primeira vez desde 2002. Nas oitavas, o Feyenoord goleou o Shakhtar Donetsk por 7 a 1 em 17 de março de 2023, sua maior vitória em competições europeias desde 1995. Com esse triunfo, Slot superou Ernst Happel e Bert van Marwijk, tornando-se o primeiro treinador do Feyenoord a alcançar 15 vitórias em torneios europeus. O time foi eventualmente eliminado nas quartas de final da Liga Europa pela Roma e nas semifinais da Copa da Holanda pelo Ajax.
Em 14 de maio de 2023, o Feyenoord venceu o Go Ahead Eagles por 3 a 0, conquistando a Eredivisie — seu primeiro título nacional desde 2017 e o décimo sexto de sua história. Nas semanas seguintes, Slot foi fortemente vinculado ao cargo de treinador do Tottenham Hotspur. No entanto, ao final do mês, anunciou que permaneceria no Feyenoord e estendeu seu contrato por mais um ano, até meados de 2026. Slot recebeu novamente o Prêmio Rinus Michels de Treinador do Ano da Eredivisie, tornando-se o quarto técnico a vencer a premiação em edições consecutivas.
Na temporada de 2023–24, o Feyenoord foi eliminado na fase de grupos da Liga dos Campeões, terminando em terceiro em um grupo com Atlético de Madrid, Lazio e Celtic. Posteriormente, foi novamente eliminado pela Roma — pela terceira temporada consecutiva — nos play-offs da fase eliminatória da Liga Europa, desta vez nos pênaltis. Ao comandar o jogo de volta contra a Roma, Slot igualou o recorde de Van Marwijk de 36 partidas comandadas em competições europeias pelo clube.
Em 21 de abril de 2024, o Feyenoord venceu o NEC na final e conquistou sua 14ª Copa da Holanda. Muitos comentaristas passaram a descrever Arne Slot como um dos melhores treinadores da história do Feyenoord, por ter aliado resultados à formação de jogadores e a um estilo de jogo ofensivo e atraente. Sua última partida no comando da equipe foi em 19 de maio, uma vitória por 4 a 0 sobre o rival local Excelsior Rotterdam, encerrando a temporada como vice-campeão da Eredivisie, atrás do PSV Eindhoven.

### Liverpool

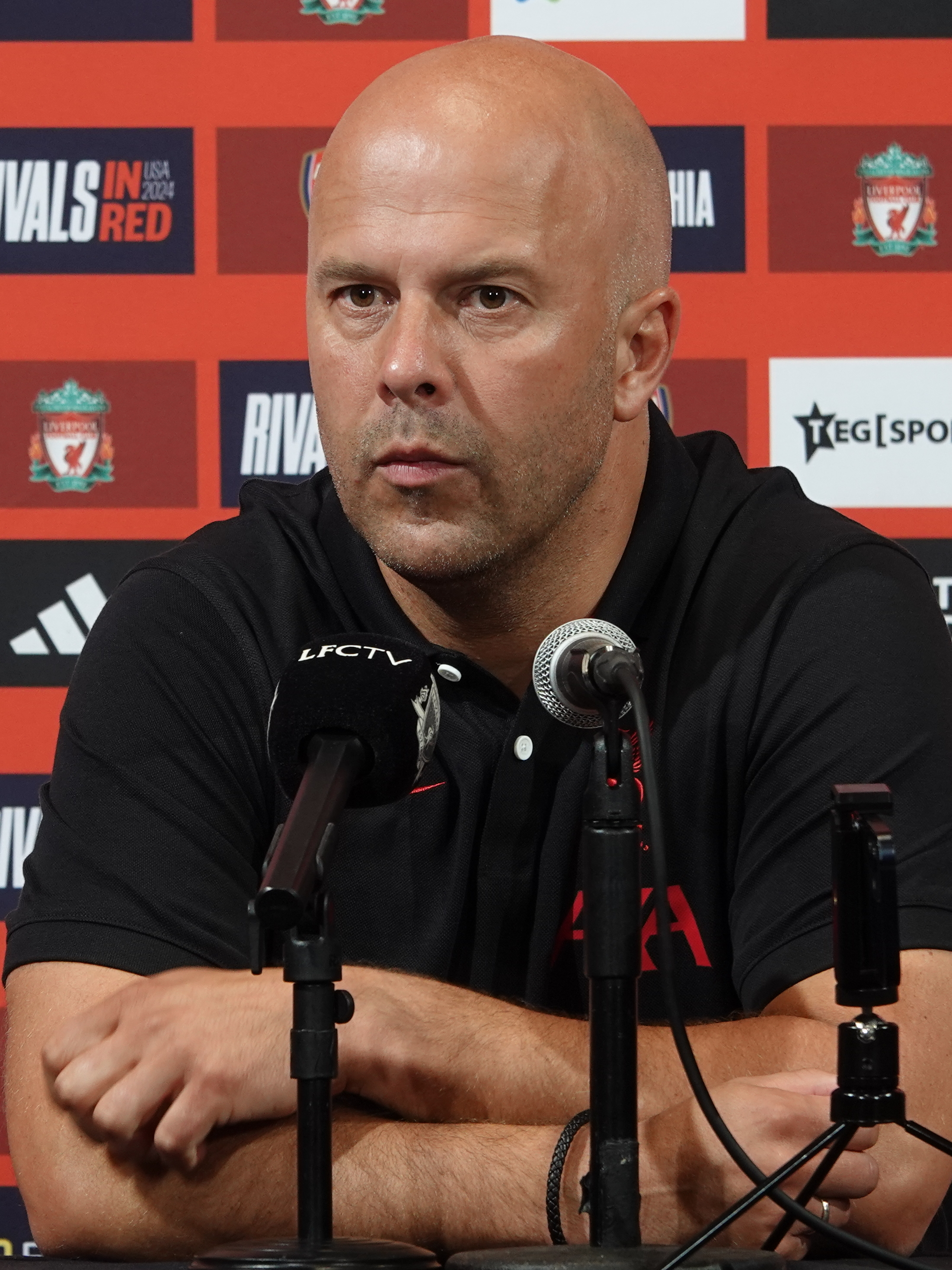
Slot como técnico do Liverpool durante a pré-temporada de 2024.

Em abril de 2024, foi noticiado que o clube da Premier League, Liverpool, havia chegado a um acordo com o Feyenoord para que Arne Slot assumisse o comando da equipe ao final da temporada, substituindo o técnico Jürgen Klopp, que se despediria do cargo. Slot confirmou a notícia em maio. Em 20 de maio, o Liverpool anunciou oficialmente que Slot se tornaria o novo treinador a partir de 1º de junho de 2024, sujeito à obtenção de visto de trabalho.
Em 17 de agosto, ele venceu sua primeira partida da Premier League com o clube, por 2 a 0 contra o Ipswich Town. Slot foi o primeiro treinador do Liverpool desde Gérard Houllier, em 1998, a vencer sua estreia no comando da equipe. Em 1º de setembro, em sua terceira partida como técnico, venceu o rival Manchester United por 3 a 0 em sua primeira visita a Old Trafford, tornando-se apenas o segundo treinador do Liverpool a vencer em sua estreia no estádio, após George Kay em 1936. Logo depois, Slot se tornou o primeiro treinador da Premier League a vencer seus seis primeiros jogos fora de casa, o técnico mais rápido a atingir 15 vitórias em todas as competições e o primeiro técnico do Liverpool a vencer 11 das 12 primeiras partidas de uma temporada.
Em 27 de novembro, o Liverpool derrotou o Real Madrid por 2 a 0 em partida da Liga dos Campeões, encerrando um jejum de 15 anos sem vitórias contra o campeão europeu vigente. Após o forte início de temporada da equipe, Slot foi eleito o Técnico do Mês da Premier League em novembro de 2024. O Liverpool de Slot entrou em 2025 com nove pontos de vantagem na liderança da Premier League (desde a sexta rodada) e também liderando seu grupo na Liga dos Campeões (desde a quarta rodada). O time se classificou para as oitavas de final da Champions após terminar em primeiro lugar no grupo. Slot também chegou à sua primeira final com o Liverpool: a final da Copa da Liga Inglesa de 2024–25, após eliminar o Tottenham Hotspur por um placar agregado de 4 a 1 nas semifinais. Na decisão, o Liverpool foi derrotado por 2 a 1 pelo Newcastle United.
Em 27 de abril de 2025, o Liverpool venceu o Tottenham Hotspur por 5 a 1 e conquistou o primeiro título da Premier League do clube desde a temporada de 2019–20. Slot tornou-se o quinto treinador na história da Premier League a conquistar o título em sua primeira temporada no comando de um clube.

## Vida pessoal
Slot e sua esposa Mirjam têm dois filhos: a filha Isa, de 18 anos, e o filho Junior, de 16. Isa está atualmente em um relacionamento com o meio-campista do NEC Nijmegen, Luc Nieuwenhuijs. Mirjam permaneceu na Holanda com Isa e Junior quando Arne se mudou para Liverpool, com o objetivo de priorizar a educação dos filhos, que estavam prestes a prestar exames em 2025.

## Estatísticas como treinador
Atualizadas até 23 de abril de 2025
| Clube      | Período       | Jogos | Vitórias | Empates | Derrotas | Aproveitamento |
| ---------- | ------------- | ----- | -------- | ------- | -------- | -------------- |
| Cambuur    | 2016–2017     | 34    | 21       | 6       | 7        | 61,7%          |
| AZ Alkmaar | 2019–2020     | 58    | 32       | 16      | 10       | 55,1%          |
| Feyenoord  | 2021–2024     | 150   | 98       | 29      | 23       | 65,3%          |
| Liverpool  | 2024–Presente | 56    | 38       | 9       | 9        | 67,8%          |

## Títulos

### Como jogador
Zwolle
- Eerste Divisie: 2001–02, 2011–12

### Como treinador
Feyenoord
- Eredivisie: 2022–23[35]
- Copa dos Países Baixos: 2023–24

Liverpool
- Premier League: 2024–25

### Individuais
- Prêmio Rinus Michels: 2021–22[36], 2022–23[37]